# Wladimir Walerjewitsch Jastrebtschak

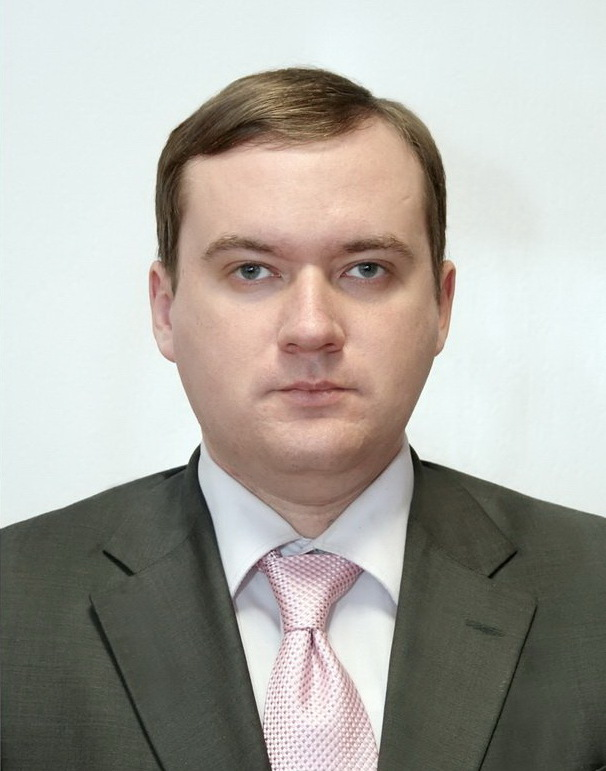
Wladimir Jastrebtschak (2012)

Wladimir Walerjewitsch Jastrebtschak (russisch Владимир Валерьевич Ястребчак; rumänisch Vladimir Iastrebciak; auch Iastrebceak; ukrainisch Володимир Валерійович Ястребчак/Wolodymyr Walerijowytsch Jastrebtschak; * 9. Oktober 1979 in Tiraspol, Moldauische SSR, Sowjetunion; † 11. Mai 2024 ebenda) war ein transnistrischer Politiker. Er war vom 28. November 2008 bis zum 17. Januar 2012 der Außenminister von Transnistrien.

## Leben
Wladimir Jastrebtschak hatte einen ukrainischen Familienhintergrund.
Er studierte Rechtswissenschaft an der Staatlichen Transnistrischen Taras-Schewtschenko-Universität in seiner Heimatstadt Tiraspol. Schon während des Studiums, das er im Jahr 2001 abschloss, war er im Justizministerium Transnistriens tätig. Ab März 2001 arbeitete er im Außenministerium. Ab 2003 war er Leiter der Rechtsabteilung. Am 14. Februar 2007 wurde er zum Stellvertretenden Außenminister ernannt. Nach der Entlassung des Außenministers Waleri Lizkai durch den transnistrischen Machthaber Igor Smirnow übte Jastrebtschak zunächst kommissarisch das Amt des Außenministers aus und übernahm dieses am 28. November 2008 auch offiziell. Nach dem 2003 gescheiterten Einigungsversuch über den Status Transnistriens (Kosak-Memorandum) und dem Regierungswechsel in Moldau im September 2009 kam es in seiner Amtszeit zu pragmatischen Fortschritten in den Beziehungen zur Republik Moldau, die 2010 durch mehrere Treffen zwischen Jastrebtschak und dem neuen moldawischen Verhandlungsführer Victor Osipov (* 1971) vorbereitet wurden und in Begegnungen zwischen Smirnow und dem moldawischen Premierminister Vlad Filat mündeten, sodass 2011/12 kurzzeitig auch eine Wiederaufnahme der Verhandlungen im 5+2-Format im Raum stand.
Nach dem Wahlsieg Jewgeni Schewtschuks, der Smirnow im Dezember 2011 als Präsident der De-facto-Republik Transnistrien ablöste, wurde Jastrebtschak als Außenamtsleiter entlassen und durch Nina Schtanski ersetzt. Ab 2012 arbeitete er beim Mobilfunkkonzern Mobilight. Im August 2013 wurde Jastrebtschak wegen des unberechtigten Besuchs der Region Bergkarabach, die völkerrechtlich zu Aserbaidschan gehört, von der aserbaidschanischen Regierung sanktioniert und zur unerwünschten Person erklärt.
Am 28. Juni 2017 wurde Jastrebtschak zum Sonderbeauftragten des neuen De-facto-Präsidenten der Separatistenregion, Wadim Krasnoselski, für die Beziehungen zur Ukraine ernannt.
Er war bis zu seinem Tod am Lehrstuhl für Politikwissenschaft und politisches Management der Universität seiner Heimatstadt Tiraspol als Dozent tätig. Der in New York lehrende Politikwissenschaftler Vlad Lupan, früherer Ständiger Vertreter der Republik Moldau bei den Vereinten Nationen (2012–2017), berichtete anlässlich des Todes von Volodymyr Jastrebtschak davon, in politischen Verhandlungen mehrfach mit ihm zusammengetroffen zu sein und trotz gegensätzlicher Positionen ein gutes Arbeitsverhältnis entwickelt zu haben.
Wladimir Jastrebtschak starb am 11. Mai 2024 im Alter von 44 Jahren. Über die Todesursache ist nichts bekannt, Lupan vermutet gesundheitliche Probleme.